# 4 september
4 september är den 247:e dagen på året i den gregorianska kalendern (248:e under skottår). Det återstår 118 dagar av året.

## Namnsdagar

### Svenska almanackan
- Nuvarande – Gisela
- Föregående i kronologisk ordning[1][2]

- Före 1650 – Marcellus
- 1650–1900 – Moses

Infördes, till minne av den bibliske ledaren med detta namn. 1993 flyttades det till 20 december, där det har funnits sedan dess.
- 1901–1985 – Moses
- 1986–1992 – Moses, Molly och My

Molly infördes 1986, men utgick 1993. My infördes också 1986, flyttades 1993 till 26 oktober, och utgick 2001.
- 1993–2000 – Gisela och Glenn

Gisela infördes 1986 på 7 september. 1993 flyttades det till dagens datum och har funnits där sedan dess. Glenn infördes 1986 på 24 september, men flyttades 1993 till dagens datum och 2001 till 22 april.
- Från 2001 – Gisela

### Finlandssvenska almanackan
- Nuvarande från 1973[3] – Roland
- I föregående revideringar[a][4]
  - 1929–1949 – Moses
  - 1950–1972 – Runa

## Händelser
- 476 – Romulus Augustus, Västroms siste kejsare, blir avsatt.
- 1563 – Danskarna intar fästningen Älvsborg i nuvarande Göteborg under Nordiska sjuårskriget.
- 1564 – Ronneby blodbad.
- 1781 – Staden Los Angeles grundas.
- 1912 – Den första olyckan i Londons tunnelbana inträffar. Två tåg på Piccadilly Line krockar och 22 människor skadas.
- 1932 – En världsfredskonferens med 14 deltagande länder öppnas i Wien.
- 1944 – Vapenstillestånd sluts mellan Finland och Sovjetunionen efter fortsättningskriget, 1941–1944
- 1948 – Drottning Vilhelmina av Nederländerna abdikerar till förmån för sin dotter, Juliana av Nederländerna.
- 1950 – Tecknade serien Beetle Bailey av Mort Walker (på svenska Knasen) har premiär.
- 1954 – Den svenska polisen börjar med flygövervakning.
- 1956 – Officiell start för de första svenska tv-sändningarna.
- 1957 – Bilmärket Edsel lanseras.
- 1958 – Regeringen de Gaulle presenterar sitt förslag till ny konstitution.
- 1989 – I Leipzig inleds måndagsdemonstrationerna i Östtyskland, vilket leder till Berlinmurens fall 9 november och Tysklands återförening.
- 1990 – X2 (tåg) har trafikpremiär mellan Stockholm och Göteborg.
- 1994 – Kansais internationella flygplats tas i bruk.
- 1996 – Den så kallade Peter Nordström-affären blir känd i pressen. Peter Nordström greps av FSB den 23 februari 1996.
- 2004 – Vikingaskeppet Havhingsten fra Glendalough sjösätts i Roskilde.
- 2007 – Orkanen Felix drar in över kuststaden Puerto Cabezas i Nicaragua och ödelägger 90 % av stadens infrastruktur.[5] 130 personer dödas.
- 2013 – Den andra tunnelborren gör sitt genombrott i Projekt Hallandsås.

## Födda
- 1241 – Alexander III, kung av Skottland
- 1557 – Sofia av Mecklenburg, drottning av Danmark och Norge
- 1563 – Wanli, kejsare av den kinesiska Mingdynastin.
- 1729 – Juliana Maria av Braunschweig-Wolfenbüttel, drottning av Danmark och Norge
- 1755 – Axel von Fersen, svensk greve och riksmarskalk, älskare till den franska drottningen Marie-Antoinette
- 1757 – Levin Winder, amerikansk federalistisk politiker, guvernör i Maryland
- 1768 – François-René de Chateaubriand, fransk högadlig militär
- 1798 – Albert Clinton Horton, amerikansk demokratisk politiker
- 1802 – Gustaf Sparre (justitiestatsminister), lantmarskalk, justitiestatsminister, universitetskansler, riksmarskalk
- 1812 – John A. Winston, amerikansk demokratisk politiker, guvernör i Alabama
- 1824 – Anton Bruckner, österrikisk tonsättare och organist
- 1826
  - Willard Warner, amerikansk republikansk politiker och general, senator (Alabama)
  - Martin Wiberg, mekaniker och uppfinnare
- 1850 – Luigi Cadorna, italiensk militär och marskalk
- 1853 – Julia Håkansson, svensk skådespelare
- 1877 – Kārlis Ulmanis, lettisk politiker, president
- 1885 – Antonio Bacci, italiensk kardinal
- 1890 – Naima Wifstrand, svensk operettsångare, skådespelare, kompositör och regissör
- 1891 – Fritz Todt, tysk ingenjör, nazist, ledare för Organisation Todt
- 1896 – Antoine Artaud, fransk författare, skådespelare och regissör
- 1906 – Max Delbrück, tysk-amerikansk biofysiker, mottagare av Nobelpriset i fysiologi eller medicin
- 1908 – Richard Wright (författare), amerikansk författare
- 1913 – Stanford Moore, amerikansk biokemist, mottagare av Nobelpriset i kemi 1972
- 1914 – Eivor Engelbrektsson, svensk skådespelare
- 1917 – Henry Ford II, amerikansk industriman, chef för Ford Motor Company
- 1922 – Per Olof Sundman, svensk författare och politiker (centerpartist), ledamot av Svenska Akademien
- 1929 – Thomas Eagleton, amerikansk demokratisk politiker, senator (Missouri)
- 1931 – Mitzi Gaynor, amerikansk skådespelare, sångare och dansös
- 1934 – Eduard Chil, rysk (sovjetisk) sångare
- 1937 – Dawn Fraser, australisk simmare
- 1939 – Jan Halldoff, svensk filmregissör
- 1941 – Sushil Kumar Shinde, indisk politiker
- 1942
  - Bob Filner, amerikansk demokratisk politiker, kongressledamot
  - Raymond Floyd, amerikansk golfspelare
- 1948 – Stefan Ljungqvist, svensk skådespelare och operasångare
- 1951 – Marita Ulvskog, svensk politiker och journalist, kulturminister, socialdemokratisk partisekreterare
- 1954 – José Castro, svensk skådespelare.
- 1956 – Blackie Lawless, amerikansk musiker, sångare och frontman i W.A.S.P.
- 1957 – Patricia Tallman, amerikansk skådespelare
- 1959 – Armin Kogler, österrikisk backhoppare
- 1960 – Damon Wayans, amerikansk skådespelare
- 1962 – Shinya Yamanaka, japansk läkare och forskare på stamceller,  mottagare av Nobelpriset i fysiologi eller medicin 2012
- 1962 - David Lagercrantz, svensk författare.
- 1964
  - Tomas Sandström, ishockeyspelare, VM-guld och kopia av Svenska Dagbladets guldmedalj 1987
  - Anthony Weiner, amerikansk demokratisk politiker, kongressledamot
- 1965 – Mikael Jansson, svensk politiker, partiledare för Sverigedemokraterna, riksdagsledamot
- 1967 – Vicente Gonzalez, amerikansk demokratisk politiker, kongressledamot
- 1968 – Phill Lewis, amerikansk skådespelare
- 1971 – Ione Skye, brittisk skådespelare
- 1973 – Magnus Johansson, svensk ishockeyspelare
- 1975 – Mark Ronson, brittisk musiker
- 1977 – Lucie Silvas, engelsk sångare
- 1978 – Christian Walz, svensk soulartist
- 1980
  - Pär Lernström, svensk programledare
  - Max Greenfield, amerikansk skådespelare
- 1981 – Beyoncé Knowles, amerikansk sångare
- 1988 – John Tyler Hammons, amerikansk politiker
- 1989 – Nigel Bradham, amerikansk utövare av amerikansk fotboll
- 1993 – Yannick Ferreira Carrasco, belgisk fotbollsspelare
- 1992 – Sara Hector, svensk alpinåkare, OS-guld 2022
- 1993 – Alex Bowen, amerikansk vattenpolospelare
- 1994 – Greta Schüldt, svensk journalist
- 2000 – Sergio Gómez, spansk fotbollsspelare

## Avlidna
- 422 – Bonifatius I, påve
- 454 – Dioscorus av Alexandria, patriark av Alexandria
- 1588 – Robert Dudley, earl av Leicester, 56, engelsk hovman, drottning Elisabet I:s älskare
- 1776 – Jacob Serenius, 76, svensk biskop i Strängnäs stift
- 1847 – Mathias Rosenblad, 89, svensk justitiestatsminister
- 1851 – Levi Woodbury, 61, amerikansk politiker, USA:s finansminister
- 1884 – Charles J. Folger, 66, amerikansk politiker, USA:s finansminister
- 1907 – Edvard Grieg, 64, norsk kompositör
- 1925 – Morris Simmonds, 70, tysk läkare
- 1949 – Olof Ås, 56, svensk inspicient och skådespelare
- 1957 – Marianne Löfgren, 47, svensk skådespelare
- 1963 – Robert Schuman, 77, fransk politiker, Frankrikes premiärminister och utrikesminister
- 1965 – Albert Schweitzer, 90, tysk teolog, bibelforskare, musiker, läkare och missionär, mottagare av Nobels fredspris 1952
- 1966 – Martin Sterner, 79, svensk skådespelare och teaterledare
- 1971 – Bourke B. Hickenlooper, 75, amerikansk republikansk politiker, senator (Iowa)
- 1974
  - Karin Albihn, 61, svensk skådespelare
  - Lewi Pethrus, 90, svensk förgrundsgestalt inom Pingströrelsen
  - Marcel Achard, 75, fransk dramatiker och filmmanusförfattare
- 1975 – Lilly Berggren, 69, svensk skådespelare
- 1986 – Christer Boustedt, 47. svensk musiker och skådespelare
- 1989 – Georges Simenon, 86, fransk deckarförfattare
- 1990 – Irene Dunne, 91, amerikansk skådespelare
- 1992 – Tore "Knatten" Andersson, 70, svensk skådespelare
- 1994 – Folke Mellvig, 81, svensk författare och manusförfattare
- 1997 – Aldo Rossi, 66, italiensk postmodernistisk arkitekt
- 2002 – Hasse Carlsson, 37, svensk sångare i Noice
- 2006 – Steve Irwin, 44, australisk tv-personlighet, känd som Crocodile Hunter
- 2009 – Allan Ekelund, 91, svensk filmproducent, långvarig medarbetare till Ingmar Bergman
- 2013 – Lennart Risberg, 78, svensk proffsboxare
- 2014 – Joan Rivers, 81, amerikansk skådespelare, komiker och talkshowvärd
- 2023
  - Steven Harwell, 56, amerikansk musiker, känd som sångare i rockbandet Smash Mouth
  - Edith Grossman, 87, amerikansk översättare